# Unione Democratica del Lavoro
L'Unione Democratica del Lavoro (in francese Union démocratique du travail, UDT) è stato un partito politico francese. Venne fondato nel 1959. Raccoglieva i cosiddetti "gollisti di sinistra" durante la V Repubblica francese.
Raccoglieva, in origine, i militanti dell'indipendenza dell'Algeria, più progressisti in ambito economico e sociale rispetto al prevalente partito politico gollista, l'Unione per la Nuova Repubblica (UNR). Molti erano sostenitori dell'Associazione del Capitale e del lavoro, guidata da Louis Vallon e René Capitan, già membri il primo del Partito Socialista di Francia ed il secondo dell'Unione Democratica e Socialista della Resistenza, entrambe formazioni politiche socialdemocratiche e socioliberali.
L'UDT si associò all'UNR per le elezioni del 1962 e si fuse definitivamente con questo nel 1967, dando vita all'Unione dei Democratici per la Repubblica.

## Segretario generale
- 1959–1962: René Capitant

| Controllo di autorità | VIAF (EN) 151243685 · LCCN (EN) n50078492 |